# Robert Ripley

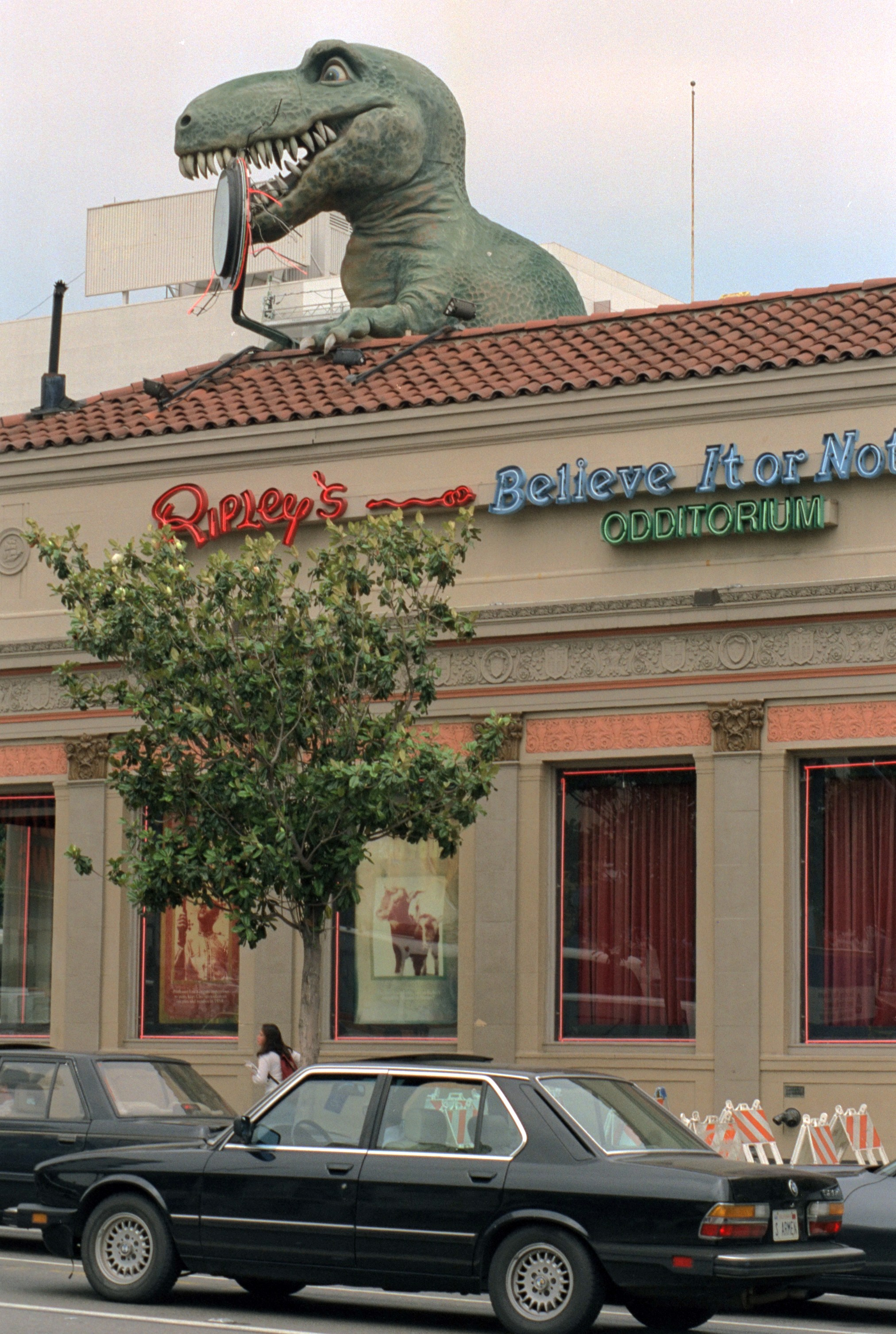
Ripley's Odditorium, Hollywood

Robert LeRoy Ripley (Santa Rosa, 25 dicembre 1890 – New York, 27 maggio 1949) è stato un caricaturista, imprenditore e antropologo statunitense.

## Biografia
Nato a Santa Rosa in California fu un aspirante giocatore professionista di baseball fino a quando non subì un infortunio nel 1913, lo stesso anno in cui la sua prima caricatura apparve su un giornale. 
Durante la sua vita, Ripley visitò 198 paesi, raccogliendo informazioni sulle più strane bizzarrie locali che poi apparivano nella sua famosa rubrica sul New York Globe, intitolata Believe it or not (Che ci crediate o no). Da ogni suo viaggio portava con sé un souvenir che collezionava in una delle sue case. Per via dei suoi viaggi, fu spesso nominato il moderno Marco Polo.